# Possotomè
Possotomè è un arrondissement del Benin situato nella città di Bopa (dipartimento di Mono) con 7.711 abitanti (dato 2006).